# Ņikita Ņikiforovs
Ņikita Ņikiforovs (ros. Никита Никифоров, Nikita Nikiforow; ur. 8 września 1983) – łotewski politolog i polityk rosyjskiego pochodzenia, od 2010 do 2017 poseł na Sejm, w latach 2017–2021 wicemer Jurmały. 

## Życiorys
W 2001 ukończył naukę w Ryskim Centralnym Liceum Humanistycznym, następnie zaś studiował prawo w Bałtyjskim Instytucie Rosyjskim  (Baltijas Krievu institūts, BKI; 2001–2005) oraz w Międzynarodowej Akademii Bałtyjskiej (Baltijas Starptautiskā akadēmija, BSA; 2005–2007). Po ukończeniu studiów uzyskał zatrudnienie w Akademii, zasiadł również w zarządzie Bałtyjskiej Wyższej Szkole Psychologii i Zarządzania. W 2010 obronił dysertację kandydacką w Moskiewskim Państwowym Instytucie Stosunków Międzynarodowych. W wyborach w 2010 uzyskał mandat posła na Sejm z listy Centrum Zgody (SC). Reelekcję uzyskiwał w 2011 (z listy SC) oraz w 2014 (z listy Socjaldemokratycznej Partii „Zgoda”). 
W 2017 został radnym i wicemerem Jurmały. Funkcję sprawował do 2021. 
Żonaty, ma dwoje dzieci.